# Bert van Loo
Bert van Loo (Gulpen, 1946 - Amsterdam, 19 december 2016) was een Nederlandse beeldhouwer die voornamelijk met glas werkte. Hij was actief in Nederland en onder meer China.

## Biografie
Van Loo kreeg zijn opleiding als beeldhouwer van 1969 – 1973 aan de Gerrit Rietveld Academie in Amsterdam. Hij werkte vooral met het materiaal glas, meestal in combinatie met andere materialen zoals brons, lood, steen en hout. Van Loo was docent en gastdocent op onder meer de Gerrit Rietveld Academie, Amsterdam, Royal College of Art, Londen, Kent State University, Kent, Ohio, USA en verscheidene andere kunstopleidingen in Europa, Amerika, Japan, Australië en China.
Vanaf 1975 was hij ook actief als adviseur en curator voor verschillende organisaties, zoals de toenmalige Raad voor de Kunst (later Raad voor Cultuur) in Den Haag, het landelijk Fonds voor Beeldende Kunsten, Vormgeving en Bouwkunst (BKVB) (dat op 1 januari 2012 fuseerde met de Mondriaan Stichting tot Mondriaan Fonds) in Amsterdam, de Gemeente Amsterdam plus Amstelveen en de Levant Art Gallery in Shanghai, China.
Hij realiseerde opdrachten in de openbare ruimte in Nederland, onder andere in zijn geboortestad Gulpen en ook in China. Van Loo exposeerde zowel solo als in groepsverband in Nederland en de meeste landen van Europa, maar ook in Amerika, Australië, Japan en China.
Hij won verschillende prijzen en in 2006 kreeg hij een overzichtstentoonstelling: in Museum Fundación Centro Del Vidrio, La Granja – Segovia, Spanje. Zijn werk is opgenomen in de collectie van verscheidene musea in binnen- en buitenland en veel particuliere en bedrijfscollecties.
Hij werd begraven op De Nieuwe Ooster waar één van zijn scheppingen zijn graf siert.

## Galerij

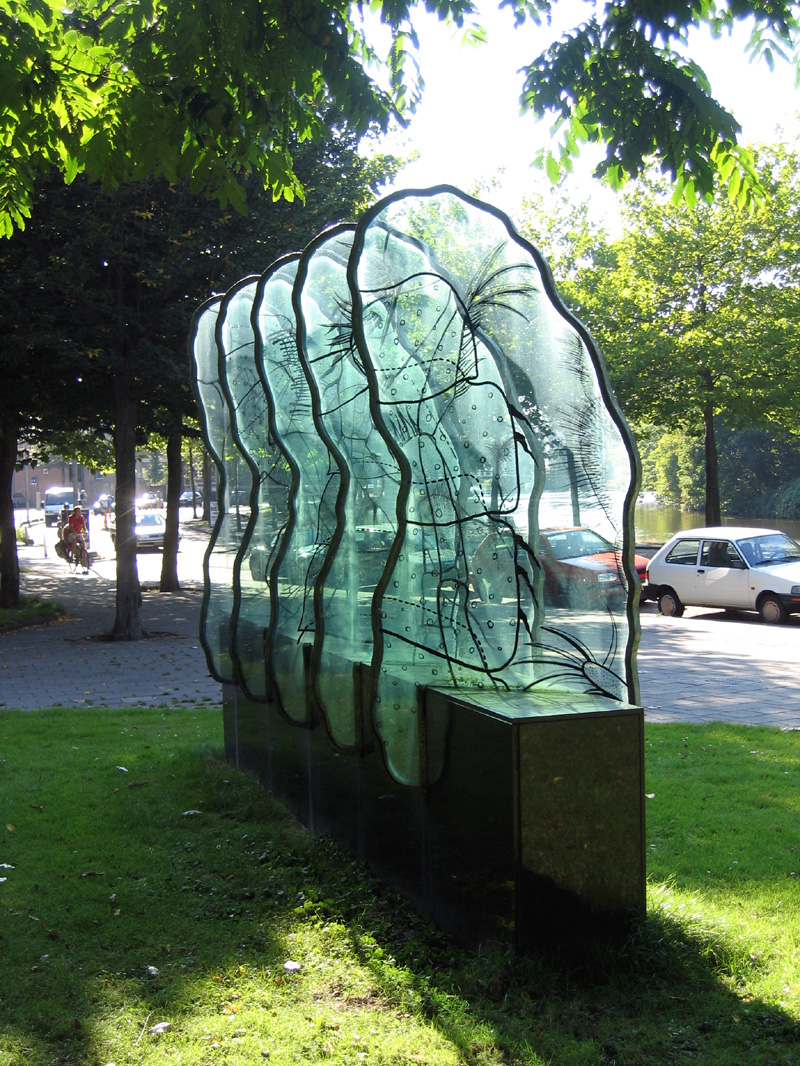
Vijf wolken (1993), Mauritskade, Amsterdam
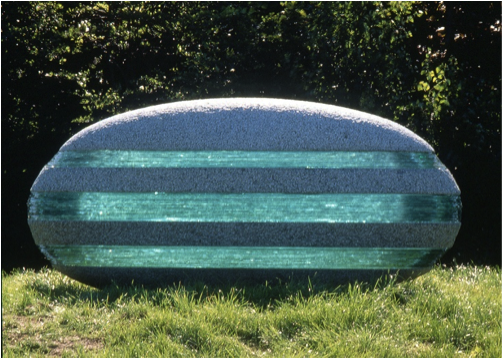
Zandkorrel (1997), IJsselmeerlaan (De Zuidert), Emmeloord, ook wel het Ei genoemd
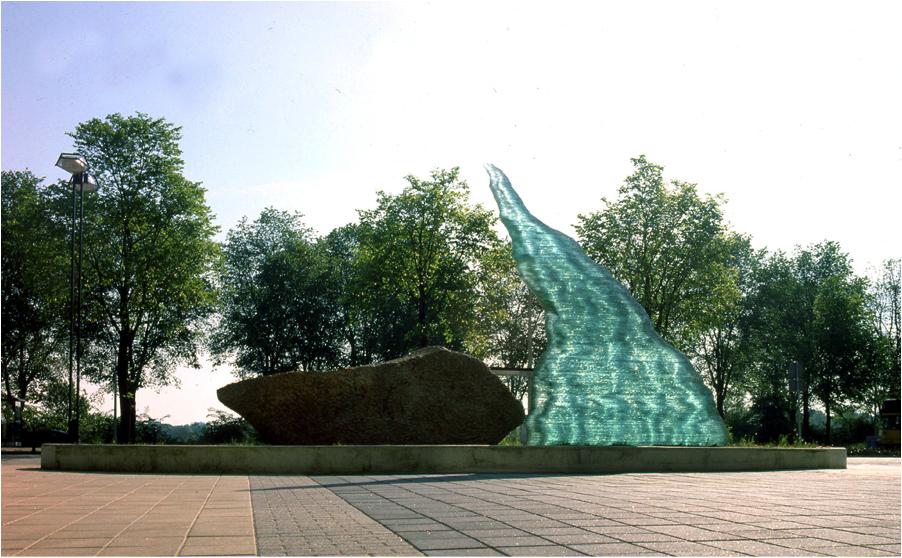
Senza parole (1997-1998), Osdorpplein, Amsterdam-Osdorp
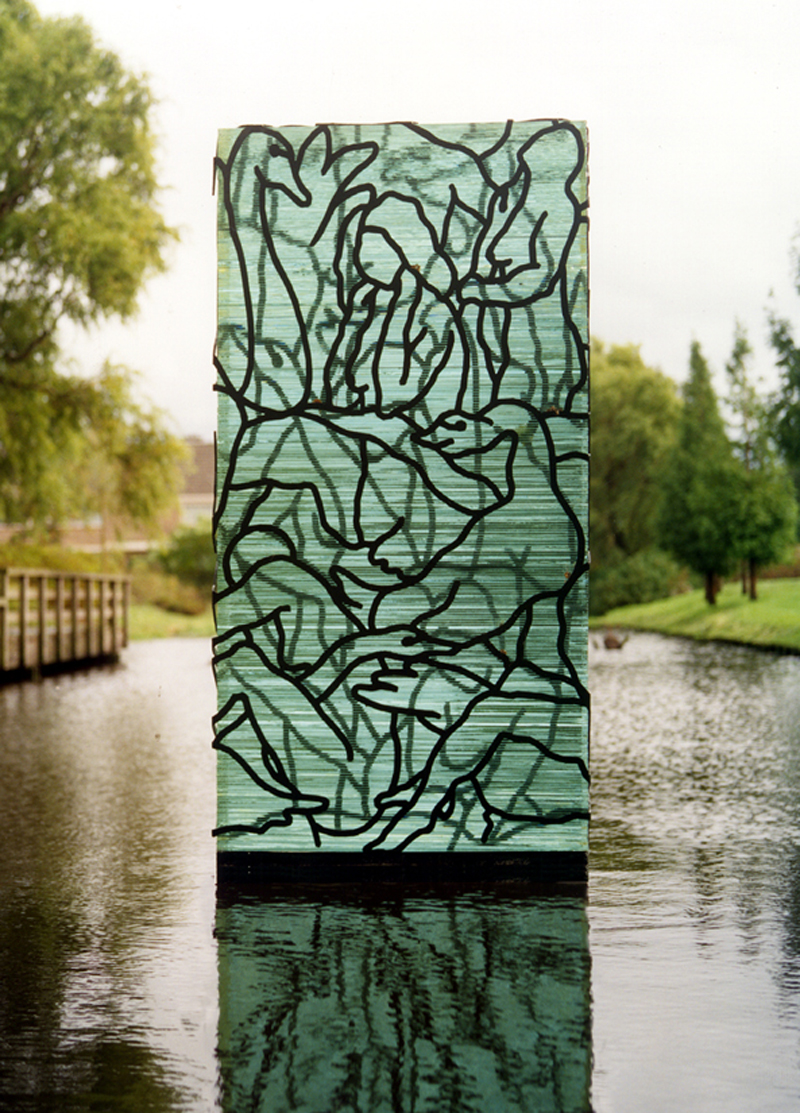
Leda en de zwaan (1999), Zwanenwater, Nieuw Vennep
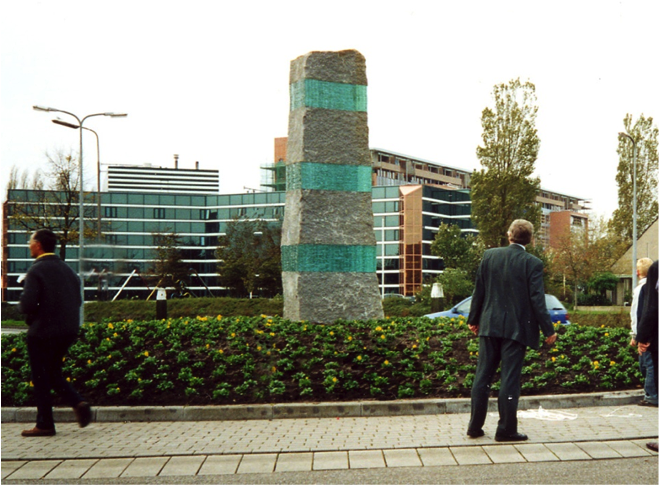
Zuil (2001), rotonde Nieuwstraat, Leidschendam
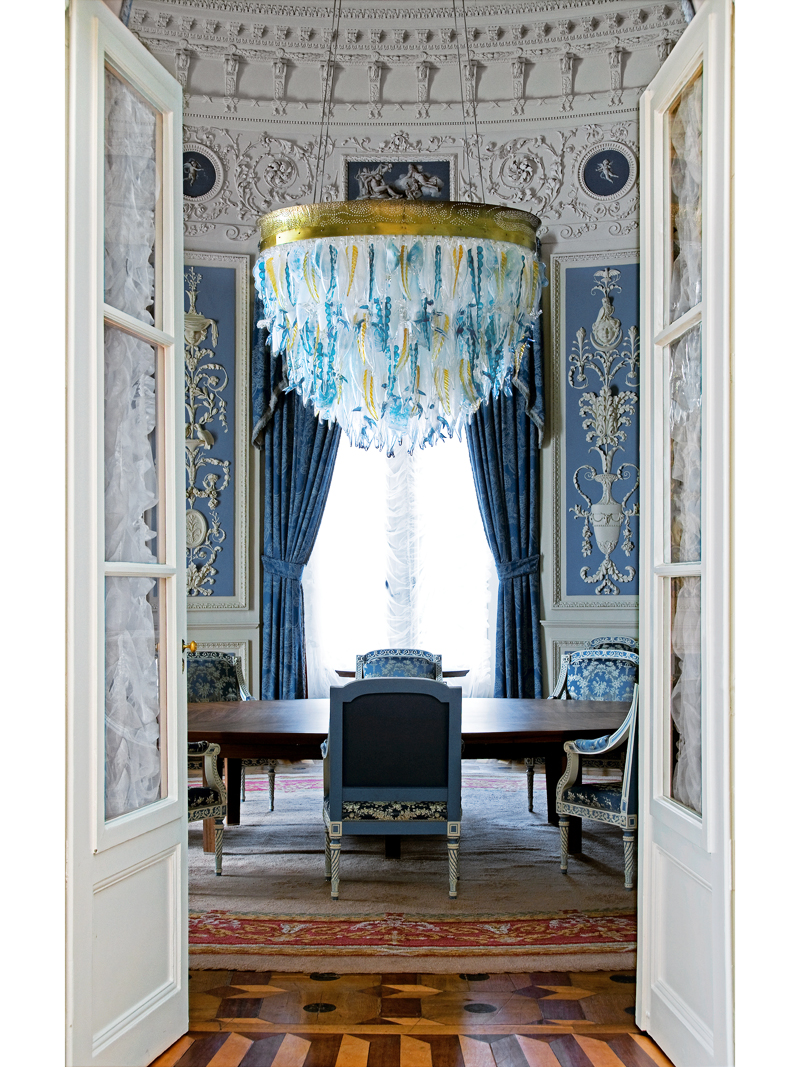
Kroonluchter (2009), Provinciehuis Noord-Holland, Haarlem
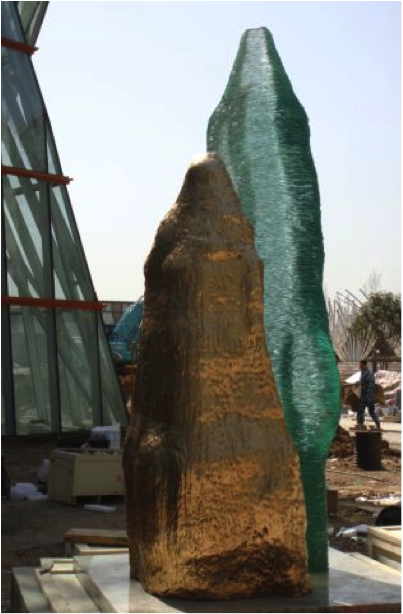
Challenge (2011), Grand Palace Hotel, Xi'an, Shaanxi, China
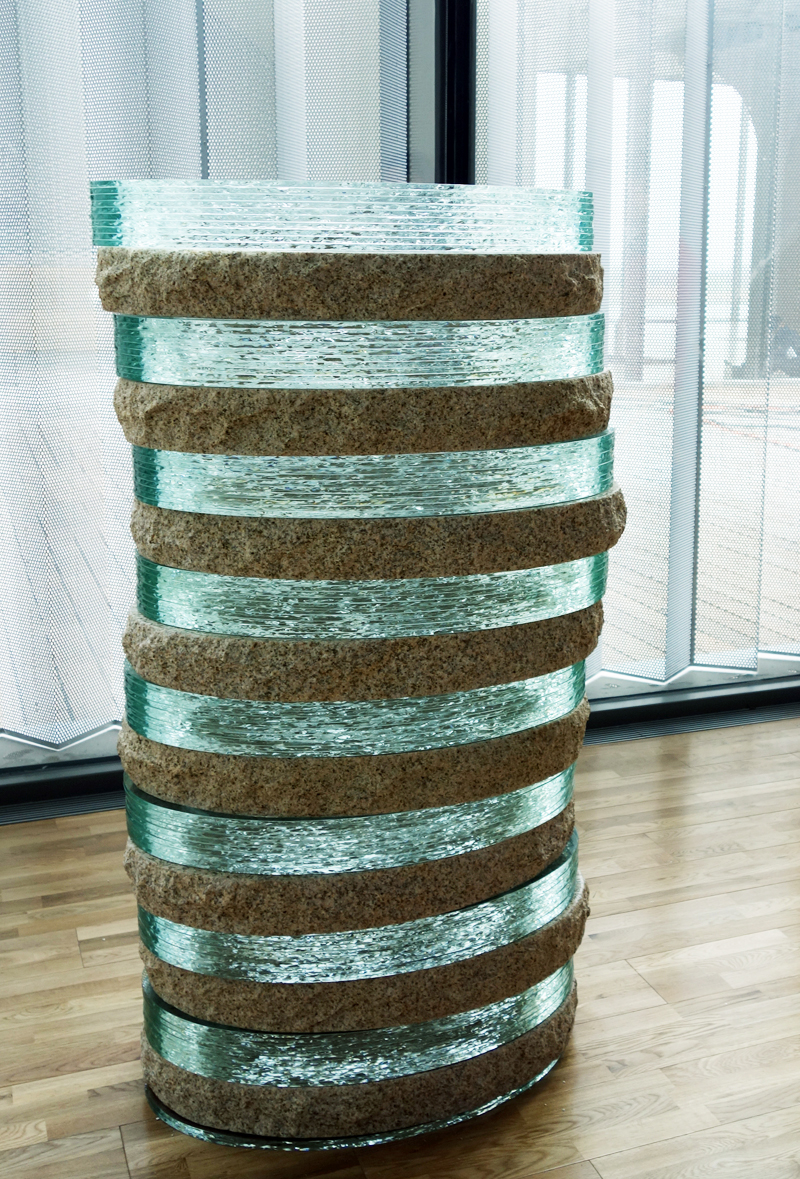
Continuous (2012), Long Museum West Bund, Shanghai
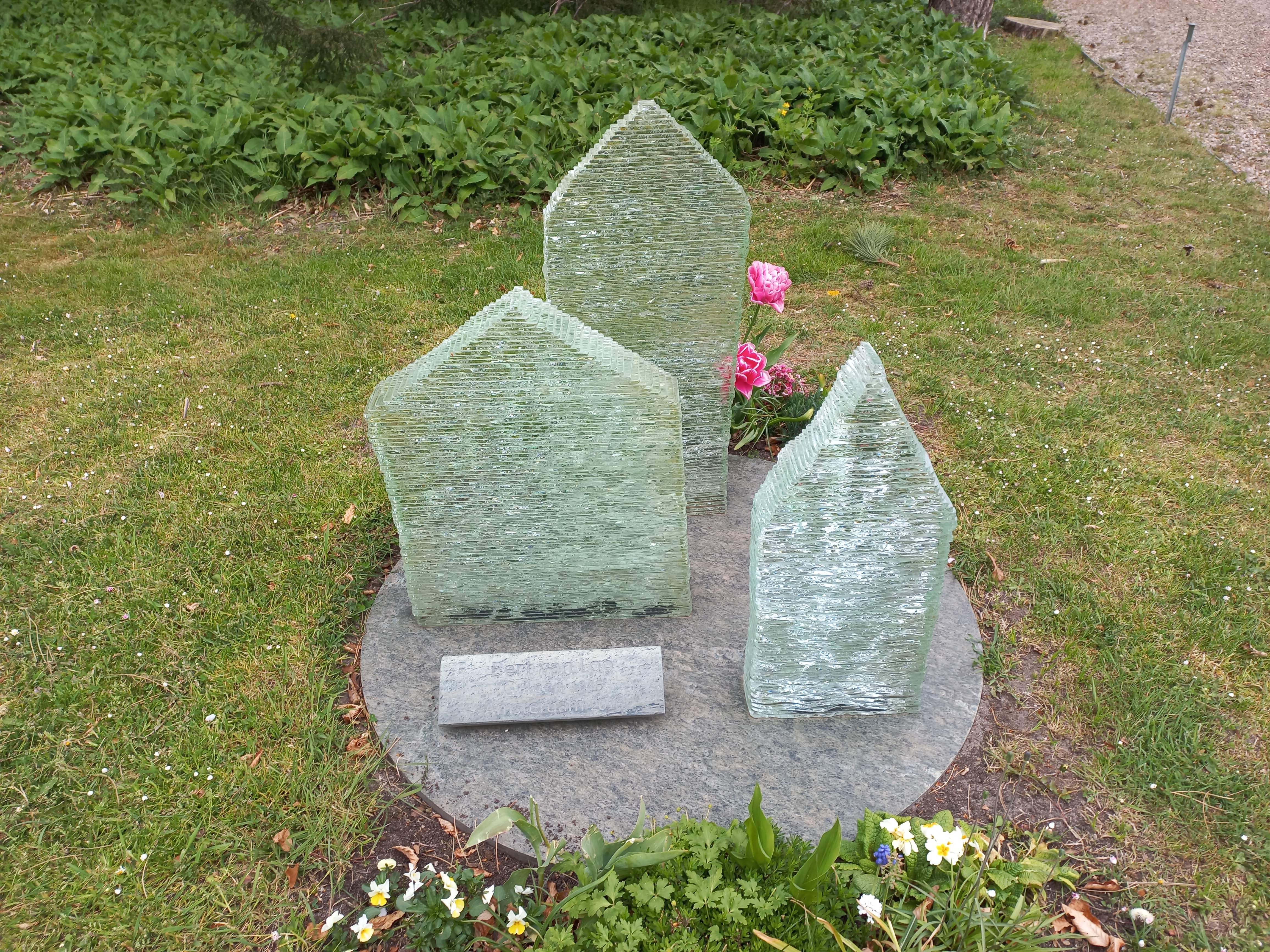
Grafsteen (april 2022)